# エリオプス
エリオプス（Eryops）は、古生代ペルム紀前期の北米に生息していた迷歯亜綱分椎目に属する半水生の絶滅両生類。学名は「引き伸ばされた顔」の意。この時期で最も有名な両生類であり、四肢動物の陸上への適応の例としてよく上げられる。
模式種は Eryops megacephalus。
アメリカ南部のペルム紀の地層で本属の複数の種が時代によって移り変わっており、地層の年代決定に利用された。

## 特徴
全長2メートルほど。体重は推定90キログラム。学名の示すように、頭部は非常に大きく50センチメートルを超え、幅広くやや扁平で、口には顎骨の縁のみならず口蓋部にも頑丈な歯が並んでいた。物を噛み砕く機能は無く、ワニ類のように、逃げられないよう歯で押さえつけた獲物を頭を後方に振り上げることで丸呑みしていたと思われる。
眼窩は大きく上方を向いている。目と鼻孔は頭骨の上部に並んでおり、ワニやカバのように目と鼻だけ出して水中に潜んでいたことを窺わせる。尻尾は中程度の長さで、泳ぎはそれほど上手くなく、待ち伏せ型の捕食者だったのだろう。
地上の重力に対抗できるアーチ状の脊椎、非常に強大な肢帯、短いががっしりした四肢を持つ。しかし四肢は両生類的な体の真横から突き出し、肘・膝で直角に曲がっているようタイプであるため、陸上での機動性は高くはなかっただろう。

## ギャラリー

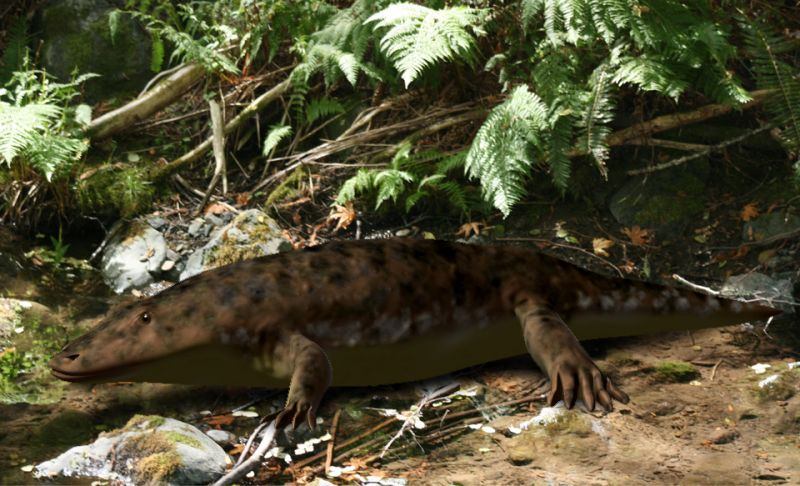
E. megacephalus
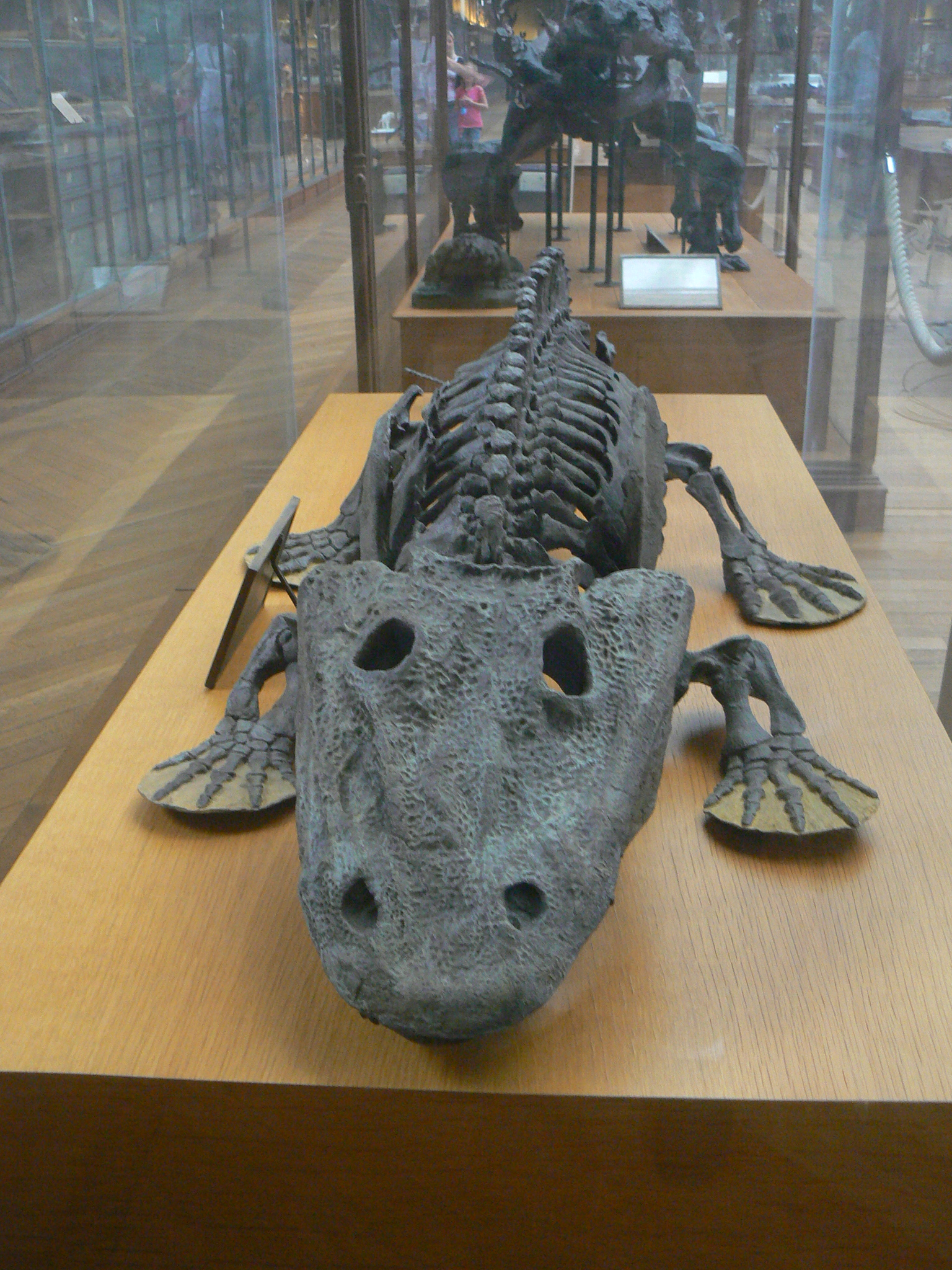
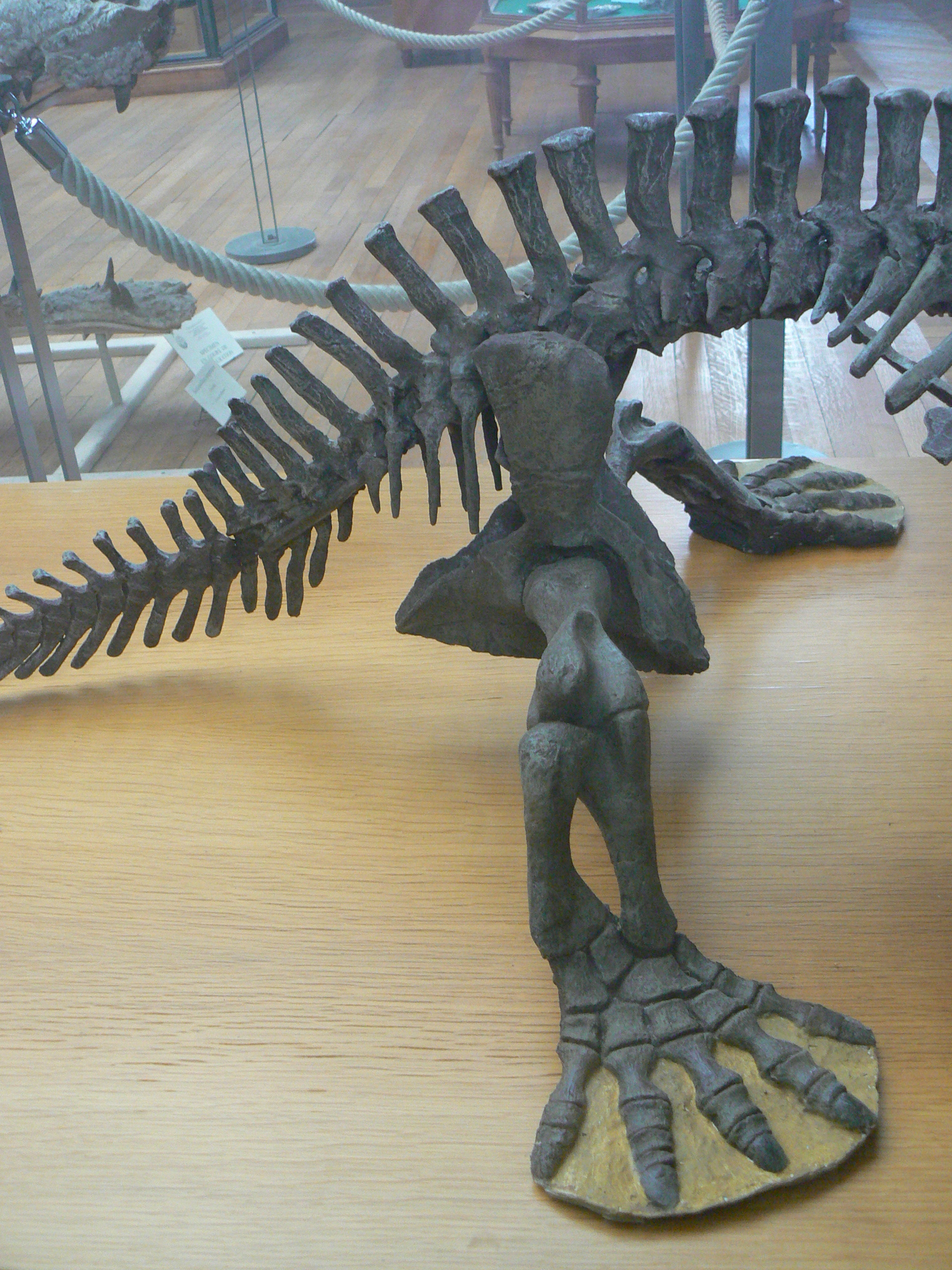
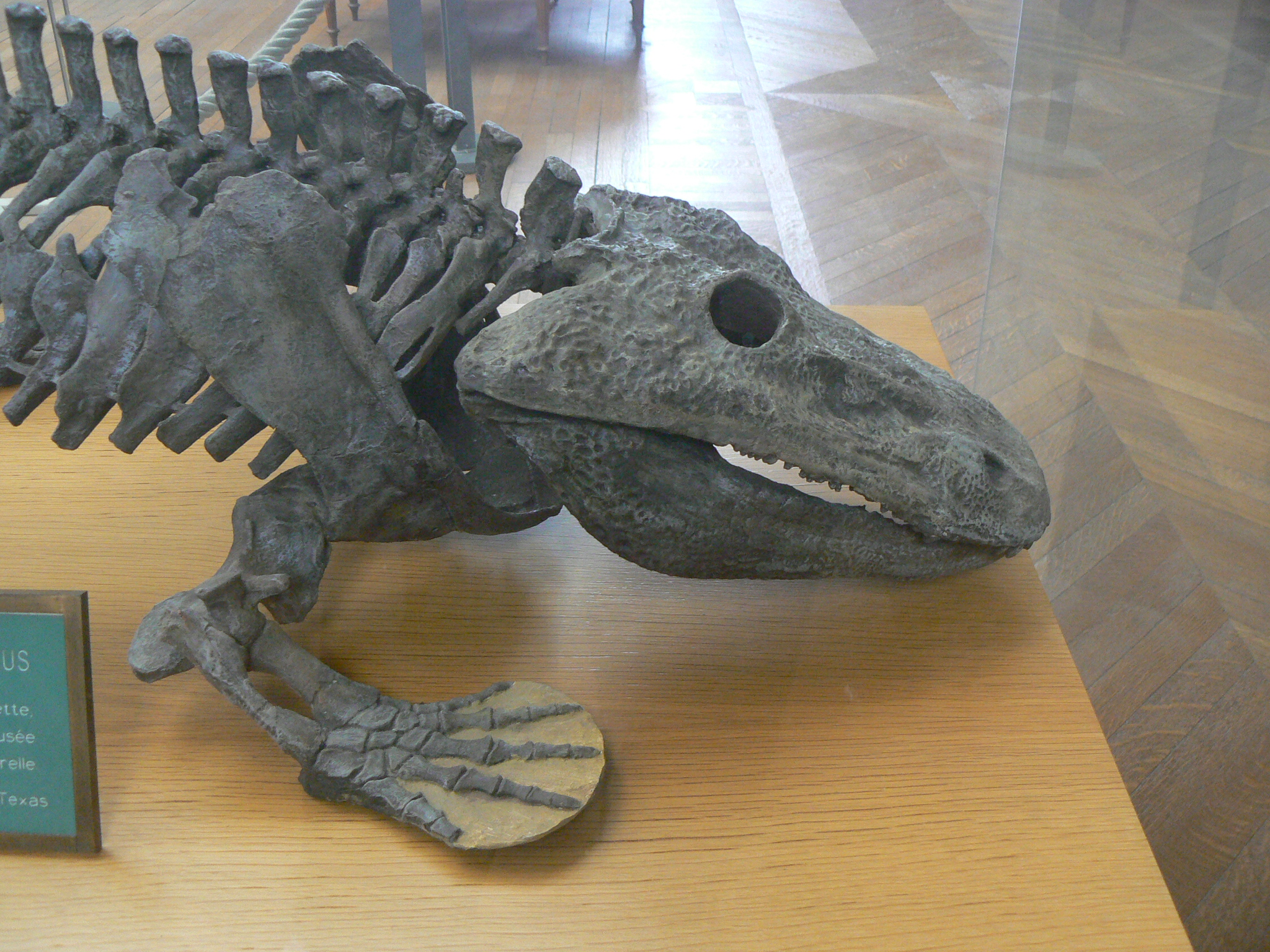
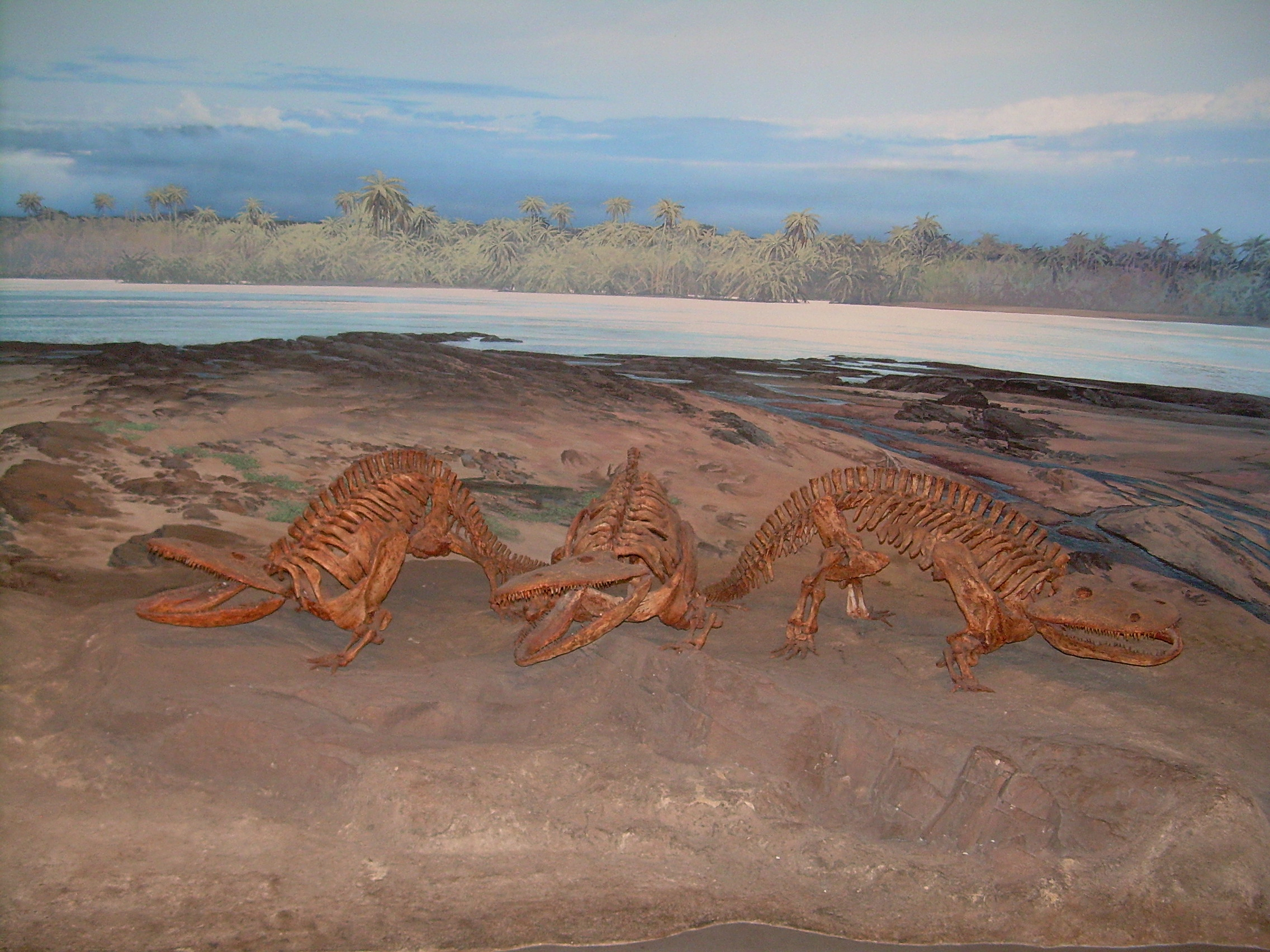
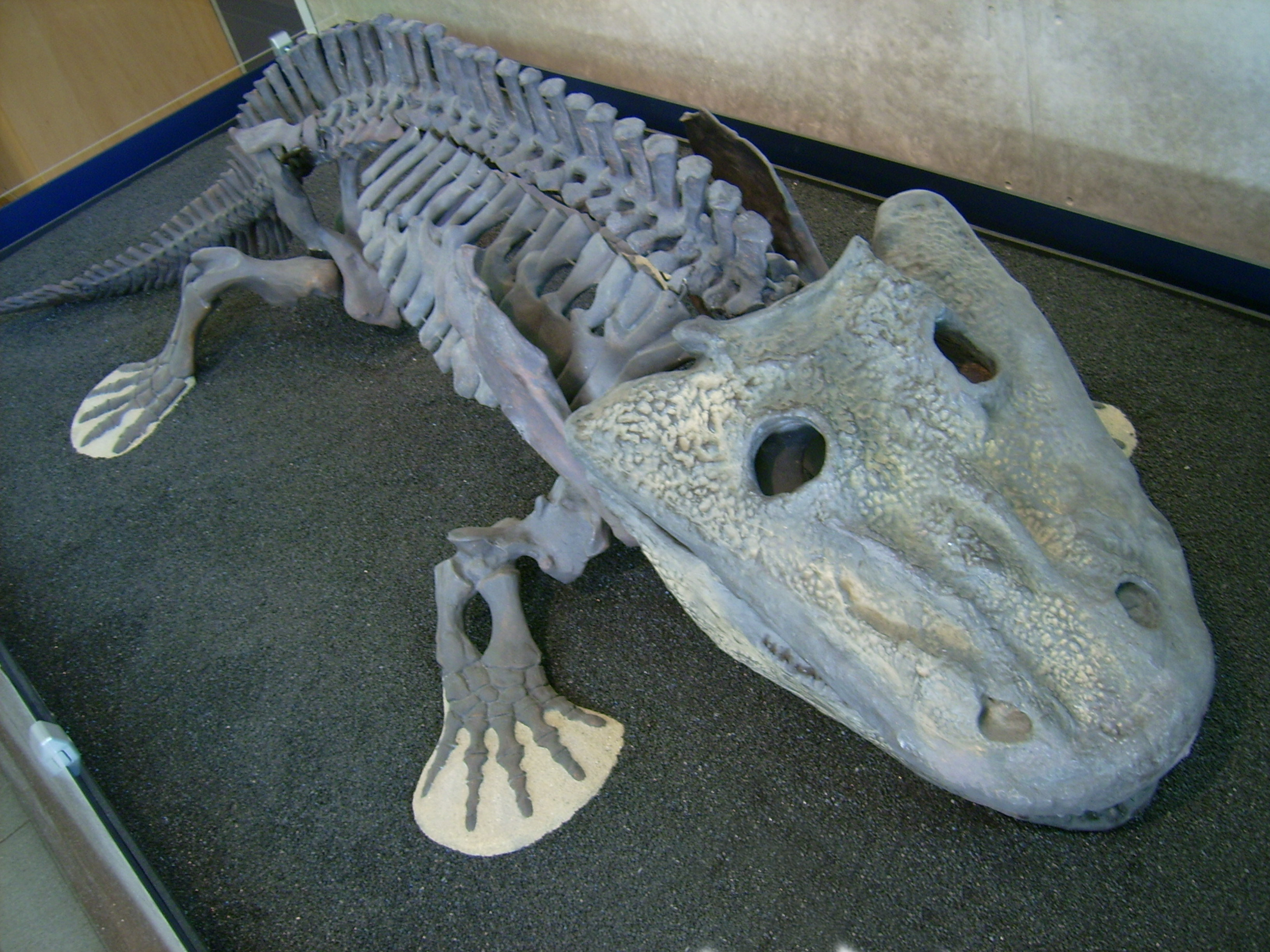
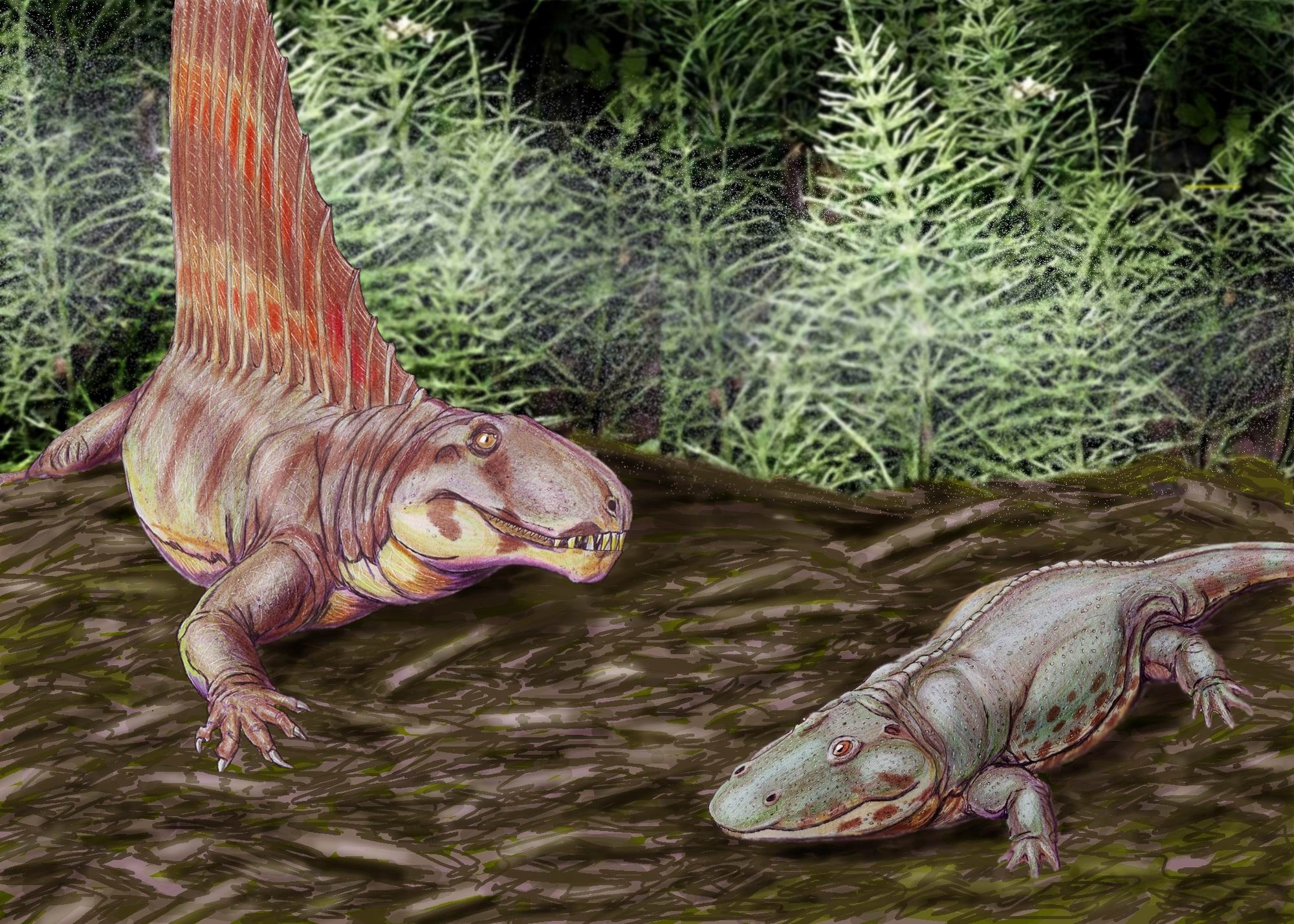
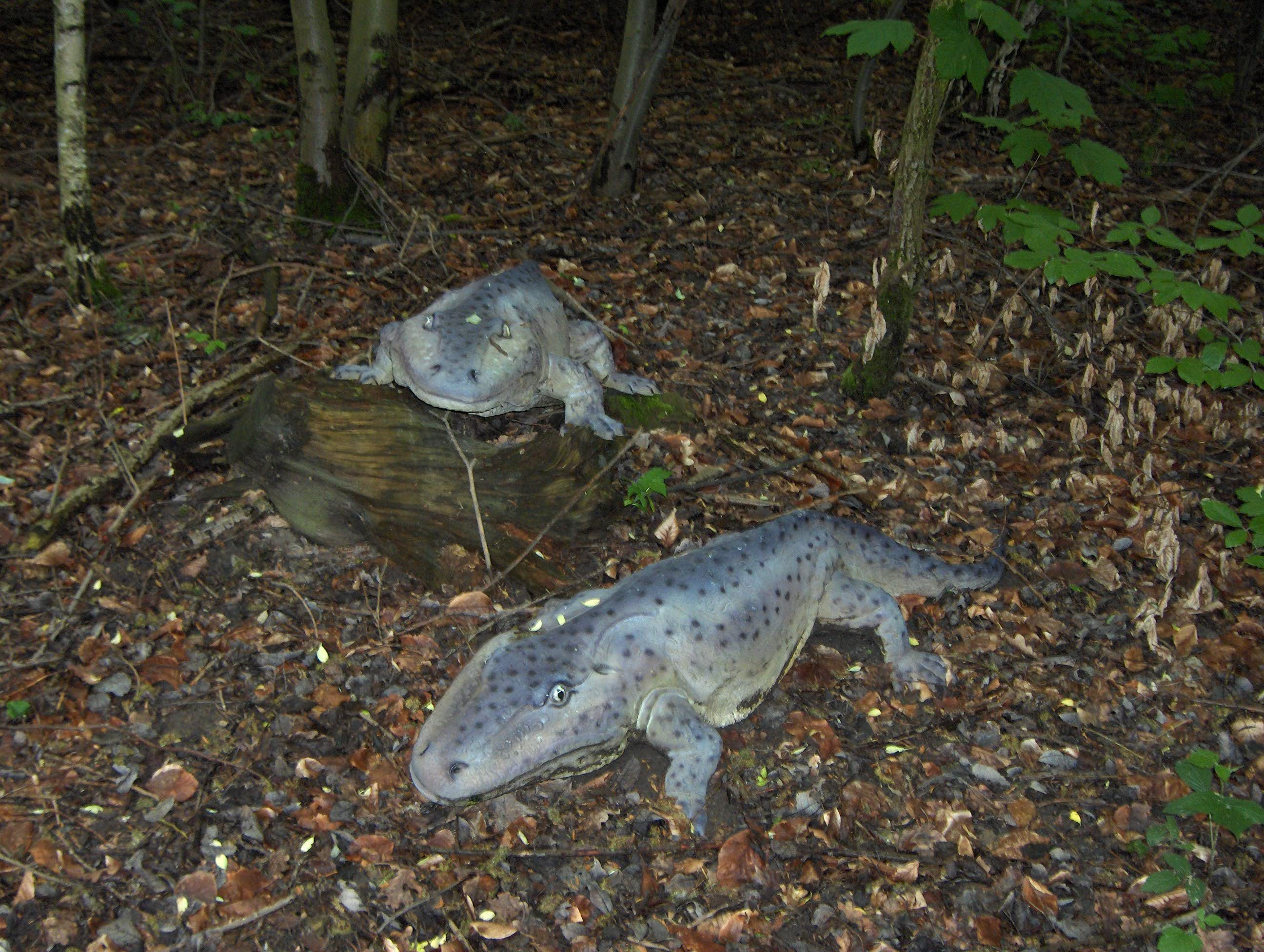
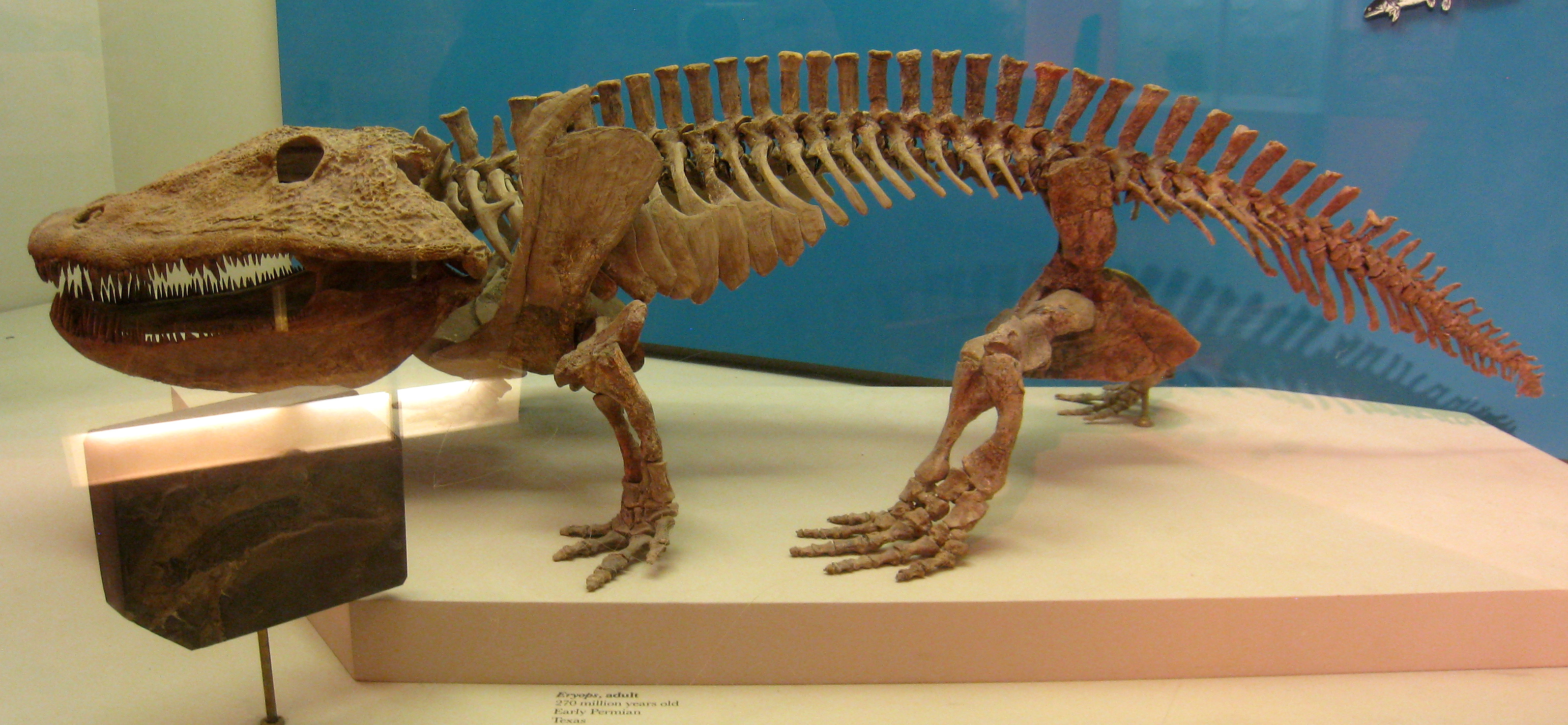